# 中華職棒全壘打大賽
中華職棒全壘打大賽為中華職棒明星賽的活動，在紅白明星對抗賽的前一天舉行（2015年－2018年經由球迷投票改為在紅白明星對抗賽的後一天舉行），於1992年開始舉行。

## 比賽方式
第一輪預賽方式為一個球隊派出2名選手，由球員指定餵球人，在十個出局數內，把球擊出全壘打牆外。前四名選手晉級第二輪複賽，如果全壘打總支數一樣的話，就比誰用較少的出局數率先擊出第一支全壘打，來決定名次以及晉級的依據，第二輪分兩組，第一輪的第一名和第四名一組，第一輪的第二名和第三名一組，兩組獲勝的選手晉級第三輪決賽，第三輪全壘打總支數較多者為全壘打大賽冠軍，如果全壘打總支數相同的話則需進行驟死賽決定全壘打大賽冠軍。
2016年起仿照前一年舉行的美國職棒大聯盟全壘打大賽改用「計時制」，不限制出局數，每位球員每輪比賽擁有一次45秒的暫停時間，若任一輪比賽雙方戰成平手，則加賽90秒，再平手則進入驟死賽，雙方球員各有一次揮擊機會率先擊出全壘打的球員獲勝。第一、二輪為五分鐘，第三輪為四分鐘。每輪另針對公益金球而有加時獎勵措施。

## 歷年冠軍
| 年度   | 姓名                     | 球隊                     | 守備位置                 | 備註                     |
| ------ | ------------------------ | ------------------------ | ------------------------ | ------------------------ |
| 1992年 | 呂明賜                   | 味全龍                   | 捕手/外野手              |                          |
| 1993年 | 黃忠義                   | 俊國熊                   | 二壘手                   |                          |
| 1994年 | 廖敏雄                   | 時報鷹                   | 外野手                   |                          |
| 1995年 | 路易士                   | 兄弟象                   | 三壘手                   |                          |
| 1996年 | 鷹俠                     | 三商虎                   | 游擊手/三壘手            |                          |
| 1997年 | 林仲秋                   | 三商虎                   | 外野手                   |                          |
| 1998年 | 張泰山                   | 味全龍                   | 三壘手                   |                          |
| 1999年 | 亞力士                   | 和信鯨                   | 一壘手                   |                          |
| 2000年 | 林仲秋                   | 興農牛                   | 外野手                   | 第二次得獎               |
| 2001年 | 張泰山                   | 興農牛                   | 三壘手                   | 第二次得獎               |
| 2002年 | 黃忠義                   | 興農牛                   | 二壘手                   | 第二次得獎               |
| 2003年 | 陳連宏                   | 統一獅                   | 外野手/指定打擊          |                          |
| 2004年 | 彭政閔                   | 兄弟象                   | 一壘手                   |                          |
| 2005年 | 陳冠任                   | 兄弟象                   | 外野手                   |                          |
| 2006年 | 黃貴裕                   | 中信鯨                   | 外野手                   |                          |
| 2007年 | 謝佳賢                   | 誠泰Cobras               | 外野手/一壘手            |                          |
| 2008年 | 布雷                     | 統一7-11獅               | 三壘手                   |                          |
| 2009年 | 林智勝                   | La New熊                 | 三壘手                   |                          |
| 2010年 | 郭俊佑                   | 統一7-11獅               | 外野手                   |                          |
| 2011年 | 鍾承佑                   | Lamigo桃猿               | 外野手                   |                          |
| 2012年 | 鍾承佑                   | Lamigo桃猿               | 外野手                   | 第二次得獎               |
| 2013年 | 林益全                   | 義大犀牛                 | 一壘手                   |                          |
| 2014年 | 藍寅倫                   | Lamigo桃猿               | 外野手                   |                          |
| 2015年 | 林智勝                   | Lamigo桃猿               | 游擊手                   | 第二次得獎               |
| 2016年 | 林智勝                   | 中信兄弟                 | 二壘手                   | 第三次得獎               |
| 2017年 | 陽耀勳                   | Lamigo桃猿               | 外野手                   |                          |
| 2018年 | 安德魯·坎貝爾            | 布里斯本俠盜             | 外野手/二壘手            | 澳職洋助人               |
| 2019年 | 陳俊秀                   | Lamigo桃猿               | 一壘手                   |                          |
| 2020年 | 因2019冠状病毒病疫情取消 | 因2019冠状病毒病疫情取消 | 因2019冠状病毒病疫情取消 | 因2019冠状病毒病疫情取消 |
| 2021年 | 因2019冠状病毒病疫情取消 | 因2019冠状病毒病疫情取消 | 因2019冠状病毒病疫情取消 | 因2019冠状病毒病疫情取消 |
| 2022年 | 林子豪                   | 統一7-ELEVEn獅           | 三壘手                   |                          |
| 2023年 | 林安可                   | 統一7-ELEVEn獅           | 外野手                   |                          |
| 2024年 | 魔鷹                     | 台鋼雄鷹                 | 一壘手                   |                          |
| 2025年 | 曾頌恩                   | 中信兄弟                 | 外野手                   |                          |

## 外部連結
- 中華職棒全壘打大賽在台灣棒球維基館上的頁面（繁體中文）